# Artolie
L'Artolie est un ruisseau français, affluent de la Garonne, qui coule dans la région naturelle de l'Entre-deux-Mers situé dans le département de la Gironde en région Aquitaine.

## Géographie
L'Artolie prend sa source en Gironde, sur la commune de Capian, au sud-est du bourg, au lieu-dit Brisson. Son cours, d'une longueur de 6 km, prend d'abord la direction de l'ouest, puis s'infléchit vers le sud en longeant la commune de Langoiran. Au bas du coteau il traverse Paillet où il conflue avec le bras de la Garonne enserrant l'île de Raymond.
Il donne son nom à la communauté de communes du Vallon de l'Artolie.

## Hydrologie

### Affluents de l'Artolie
Le Service d'administration nationale des données et référentiels sur l'eau (SANDRE) et le Système d'Information sur l'Eau du Bassin Adour Garonne (SIEAG) ont répertorié 4 affluents et sous-affluents de l'Artolie.
Dans le tableau ci-dessous se trouve : le nom de l'affluent ou sous-affluent, la longueur du cours d'eau, son code SANDRE, des liens vers les fiches SANDRE, SIEAG et vers une carte dynamique de OpenStreetMap qui trace le cours d'eau.
| L'Artolie | km | O9620650 | « Fiche SANDRE » | Fiche SIEAG | OpenStreetMap |

| Inconnu               | 1,7 km | O9621000 | « Fiche SANDRE » | Fiche SIEAG | OpenStreetMap |
| Ruisseau de Campareau | 2,5 km | O9620670 | « Fiche SANDRE » | Fiche SIEAG | OpenStreetMap |
| Ruisseau de Marsin    | 3,5 km | O9620680 | « Fiche SANDRE » | Fiche SIEAG | OpenStreetMap |
| Inconnu | 1,1 km | O9621010 | « Fiche SANDRE » | Fiche SIEAG | OpenStreetMap |
| - Les affluents de l'Artolie. |

Le 26 juillet 2014 la commune de Paillet est dévastée par la crue de l'Artolie et le débordement du bassin de rétention situé au-dessus du village provoquant des glissements de terrain et des coulées de boue à la suite des violents orages qui ont éclaté sur l'Entre-deux-Mers. Les équipements communaux sont rendus impraticables, plusieurs dizaines de maisons sont détruites et plusieurs foyers sont évacués, conduisant la préfecture à reconnaître la commune en état de catastrophe naturelle. L'absence de prise en compte des esteys dans les plans de prévention du risque inondation, l'insuffisance du bassin de rétention, l'urbanisation des coteaux, l'arasement des terrains boisés ou la modification de l'orientation des pieds de vignes pour un meilleur rendement sont évoqués parmi les raisons expliquant les difficultés à endiguer la crue du ruisseau devenu torrent.